# Glikol propylenowy
Glikol propylenowy, propano-1,2-diol – organiczny związek chemiczny z grupy alkoholi dwuhydroksylowych (dioli). W temperaturze pokojowej jest bezbarwną, bezwonną, oleistą cieczą, o słodkawym smaku i wysokiej lepkości. Znajduje szerokie zastosowanie w przemyśle i medycynie. W przeciwieństwie do glikolu etylenowego nie jest toksyczny.

## Opis fizykochemiczny
Glikol propylenowy jest rozpuszczalny m.in. w wodzie, acetonie i chloroformie. Cząsteczka zawiera asymetryczny atom węgla i może występować w postaci dwóch enancjomerów. Poza specjalnymi zastosowaniami jest mieszaniną racemiczną. Poszczególne enancjomery można uzyskać przez uwodnienie jednego z enancjomerów tlenku propylenu.
Jest higroskopijny.

## Otrzymywanie
Na skalę przemysłową glikol propylenowy otrzymywany jest przez uwodnienie tlenku propylenu. Stosowane są dwa sposoby produkcji:
- proces niekatalityczny, wysokotemperaturowy, w temp. 200–220 °C.
- proces katalityczny w temp. 150–180 °C w obecności żywicy jonowymiennej lub niewielkiej ilości kwasu siarkowego lub zasady.

Gotowy produkt zawiera 20% 1,2-propanodiolu, 1,5% glikolu dipropylenowego i niewielkiej ilości innych glikoli polipropylenowych.
Glikol propylenowy może być także uzyskiwany z gliceryny jako produkt pozostały po produkcji biodiesla (biopaliwa do silników wysokoprężnych).

## Zastosowanie
Glikol propylenowy jest szeroko stosowany m.in. w przemyśle spożywczym, chemicznym (np. środki higieny i produkty kosmetyczne), w medycynie i farmacji.

### Artykuły spożywcze
W produkcji żywności glikol propylenowy, oznaczany E1520, używany jest jako konserwant lub emulgator oraz jako składnik barwników i aromatów.

### Farmacja i kosmetyka
Stosowany jest w farmacji jako podłoże (w którym jest rozprowadzany składnik czynny leku), w formie preparatu doustnego, bądź kremu. Dotyczy to przede wszystkim substancji niedających rozpuścić się w wodzie.
Jest używany do produkcji kosmetyków jako rozczynnik nadający kosmetykowi pożądaną konsystencję emulsji oraz jako składnik nawilżający skórę. Glikol propylenowy może znajdować się w:
- pastach do zębów, oraz płynach do płukania ust,
- środkach do higieny dłoni, czy ogólnie w środkach czystości,
- jako składnik główny dezodorantu w sztyfcie,
- w wielu innych kosmetykach.

Używany jest także jako nośnik zapachów w olejkach zapachowych oraz w olejkach do masażu.

### Przemysł tytoniowy
Jest stosowany do regulacji wilgotności tytoniu, jako dodatek zapobiegający wysuszeniu.
W elektronicznych papierosach jest składnikiem e-płynów, pełniąc rolę rozczynnika nikotyny. Jest atomizowany (rozpylany) wraz z nikotyną, gliceryną oraz dodatkami smakowymi, imitując dym papierosowy.

### Pozostałe zastosowania
Ogólną tendencją w przemyśle jest zastępowanie glikolem propylenowym szkodliwego glikolu etylenowego tam, gdzie jest to możliwe, gdyż właściwości obu substancji są podobne.
Glikol propylenowy jest zastosowany:
- w prasie hydraulicznej jako płyn roboczy[9];
- w systemach chłodzących jako płyn chłodzący (chłodziwo);
- w technologiach kosmicznych[10] wykorzystywany jest jako chłodziwo lub składnik chłodziwa, natomiast technologia odzyskiwania wody na stacjach kosmicznych za pomocą glikolu propylenowego została zarzucona;
- jako składnik płynów zapobiegających zamarzaniu oraz środków do odladzania, np. w lotnictwie. Ze względu na niską toksyczność, glikol propylenowy coraz częściej zastępuje tradycyjnie stosowany w tych płynach glikol etylenowy;

a także:
- do produkcji kulek do paintballa, wraz z woskiem i żelatyną[11];
- do sporządzania tatuaży widocznych w świetle UV;
- do krioprezerwacji (głębokiego ochładzania bez zamrażania) organizmów zwierzęcych[12].

## Wpływ na zdrowie
W odróżnieniu od glikolu polipropylenowego i glikolu etylenowego, glikol propylenowy nie jest toksyczny (ew. o bardzo niskiej szkodliwości). Według polskich norm nie jest uznawany za związek groźny dla zdrowia ludzkiego.
Badania wykazały nikłe zagrożenie glikolu propylenowego dla zdrowia. Nie wykazuje rakotwórczości i nie jest mutagenny.

### Reakcje alergiczne
Osoby, które nie tolerują glikolu propylenowego, mogą odczuwać suchą skórę twarzy lub małe czerwone kropki na ciele. Występowanie alergicznego kontaktowego zapalenia skóry w glikolu propylenowym może być większe niż 2% u pacjentów z wypryskiem lub zakażeniami grzybiczymi, które są bardzo powszechne w krajach o mniejszym nasłonecznieniu i niższymi niż normalne poziomy witaminy D.

### Metabolizm
W organizmie ludzkim glikol propylenowy włącza się w naturalne ścieżki metabolizmu i zostaje przekształcony w kwas mlekowy i kwas pirogronowy. Powstają też inne związki, m.in. kwas octowy i aldehyd propionowy.

### Toksyczność
Dawka śmiertelna glikolu propylenowego u zwierząt (mysz, królik, świnka morska) LD50 wynosi około 20 g/kg masy ciała przy podaniu doustnym. W historii medycyny nie odnotowano żadnego przypadku śmierci z powodu przedawkowania glikolu propylenowego. Realne ryzyko zatruć dotyczy niewłaściwego zastosowania glikolu propylenowego w lecznictwie lub przypadkowego spożycia dużej ilości substancji (np. przez dziecko). Stwierdzone zatrucia były zwykle lekkie i szybko ustępujące. Objawiają się bólem głowy, nudnościami, wymiotami i biegunką. U niektórych osób wystąpić mogą odwracalne zaburzenia układu nerwowego.

### Kontakt dotykowy i wziewny
Kontakt z nierozcieńczonym glikolem propylenowym może wywołać podrażnienia oczu i skóry, jednak niegroźne i łatwo ustępujące, zwykle wraz z ustaniem kontaktu. Podrażnienie oka glikolem propylenowym objawia się pieczeniem, łzawieniem. W przypadku podrażnienia skóry może to być zaczerwienienie oraz wysuszenie. Podrażnienie górnych dróg oddechowych – wysuszenie, pieczenie. Objawy te są lekkie i zwykle ustępują wraz z ustaniem kontaktu.
Inhalacja oparów glikolu propylenowego jest mało ryzykowna dla zdrowia. Tak, jak w przypadku kontaktu dotykowego, istnieje możliwość lekkiego i szybko ustępującego podrażnienia górnych dróg oddechowych i oczu. Dla skóry opary są bezpieczne.
Długotrwały kontakt z glikolem propylenowym nie jest szkodliwy. Przeciągłe wystawienie na opary może powodować podrażnienie oczu lub podrażnienie górnych dróg oddechowych. W skrajnym wypadku może wystąpić zapalenie spojówek. Objawy zaczynają jednak znikać po ustaniu kontaktu. Dla skóry dłuższy kontakt z tą substancją jest nieszkodliwy.